# Maximilian Vrhovac
Maximilian o Maksimilijan Vrhovac  (23 de noviembre de 1752, Karlovac - 19 de diciembre de 1827, Zagreb)
Obispo de Zagreb, considerado uno de los artífices del resurgimiento de Croacia.
De familia aristocrática polaca estudio en Viena y Bolonia, pasando luego a ser vicerrector del seminario católico de Zagreb y de la Academia de Zagreb donde era profesor de Dogma.

El emperador José II de Habsburgo lo promovió a rector  del seminario en Pest poco antes de ser elevado como obispo.
Como obispo se preocupó por difundir la cultura a nivel popular.
Planificó y construyó diversos jardines y paseos a la vez de que promovía la difusión de los libros entre la población general.
En 1808 envió un pedido inédito al parlamento croata: que abrieran su biblioteca al público general.
Es recordado en Croacia como un gran benefactor.